# Liste der denkmalgeschützten Objekte in Matzendorf-Hölles
Die Liste der denkmalgeschützten Objekte in Matzendorf-Hölles enthält die 7 denkmalgeschützten unbeweglichen Objekte der Gemeinde Matzendorf-Hölles im niederösterreichischen Bezirk Wiener Neustadt-Land.

## Denkmäler
| Foto |                 | Denkmal                                                                  | Standort                                     | Beschreibung | Metadaten |
| ---- | --------------- | ------------------------------------------------------------------------ | -------------------------------------------- | --- | --- |
| ja   | Datei hochladen | Ortskapelle hl. Koloman HERIS-ID: 30302 Objekt-ID: 27045                 | neben Hauptstraße 23 Standort KG: Hölles     | Schlichter klassizistischer Bau Anfang des 19. Jahrhunderts, Glockentürmchen mit Spitzhelm, spätbarocker Altar, Altarbild hl. Koloman frühes 18. Jahrhundert | BDA-Hist.: Q37932578 Status: § 2a Stand der BDA-Liste: 2025-06-30 Name: Ortskapelle hl. Koloman GstNr.: .9/2                                                                                    |
| ja   | Datei hochladen | Bildstock HERIS-ID: 30303 Objekt-ID: 27046                               | bei Schießplatzstraße 1B Standort KG: Hölles | Schlichter Tabernakelbildstock, 17. Jahrhundert, zuletzt 2010 vom „Verschönerungsverein Hölles“ renoviert. | BDA-Hist.: Q37932592 Status: § 2a Stand der BDA-Liste: 2025-06-30 Name: Bildstock GstNr.: 504/2 Bildstock Schießplatzstraße, Hölles                                                             |
| ja   | Datei hochladen | Pfarrhof HERIS-ID: 30298 Objekt-ID: 27040                                | Badenerstraße 18 Standort KG: Matzendorf     | Eingeschoßiges Mittelflurhaus Mitte des 19. Jahrhunderts (Vorgängerbau 1832 abgebrannt) mit spätbiedermeierlicher Fassade unter Walmdach | BDA-Hist.: Q37932524 Status: § 2a Stand der BDA-Liste: 2025-06-30 Name: Pfarrhof GstNr.: .40 |
| ja   | Datei hochladen | Kath. Pfarrkirche hl. Radegundis HERIS-ID: 30297 Objekt-ID: 27039        | Badenerstraße 18a Standort KG: Matzendorf    | Josephinische Saalkirche ohne Chorausbildung mit Mittelrisalit und quadratischem Fassadenturm, 1786 erbaut, 1787 geweiht, seit 1783 Pfarre, dem Stift Melk inkorporiert | BDA-Hist.: Q37932495 Status: § 2a Stand der BDA-Liste: 2025-06-30 Name: Kath. Pfarrkirche hl. Radegundis GstNr.: .46 Pfarrkirche Matzendorf                                                     |
| ja   | Datei hochladen | Bildstock HERIS-ID: 30301 Objekt-ID: 27044                               | Höllesstraße Standort KG: Matzendorf         | Nischenbildstock, Pfeiler mit schlichtem Aufsatz, 17. Jahrhundert | BDA-Hist.: Q37932563 Status: § 2a Stand der BDA-Liste: 2025-06-30 Name: Bildstock GstNr.: .136                                                                                                  |
| ja   | Datei hochladen | Bildstock HERIS-ID: 30300 Objekt-ID: 27043                               | bei Sollenauerweg 2 Standort KG: Matzendorf  | Schlichter Nischenbildstock, 17. Jahrhundert | BDA-Hist.: Q37932547 Status: § 2a Stand der BDA-Liste: 2025-06-30 Name: Bildstock GstNr.: 1350/6                                                                                                |
| ja   | Datei hochladen | Teil der 1. Wiener Hochquellenleitung HERIS-ID: 111371 Objekt-ID: 129203 | Standort siehe Beschreibung KG: Matzendorf   | Die I. Wiener Hochquellenwasserleitung ist ein Teil der Wiener Wasserversorgung und war die erste Versorgung von Wien mit einwandfreiem Trinkwasser. Nach vierjähriger Bauzeit wurde die 95 Kilometer lange Leitung am 24. Oktober 1873 eröffnet. Auf dem Gemeindegebiet stehen mehrere Bauwerke der Hochquellenwasserleitung, die Kanalbrücke an der Grenze zu Felixdorf über die Piesting, direkt anschließend ein weiteres Objekt (Lage), eine Kanalbrücke über den Hochwasserarm der Piesting (Lage), Einstiegsturm 27 (Lage), zwei weitere Objekte: (Lage und Lage), Einstiegsturm 28 (Lage) und 3 Kanalbrücken (Lage, Lage und Lage). | BDA-Hist.: Q64765578 Status: Bescheid Stand der BDA-Liste: 2025-06-30 Name: Teil der 1. Wiener Hochquellenleitung GstNr.: 217/1, 644/517, 644/518 Hochquellenwasserleitung in Matzendorf-Hölles |